# Anthony J. Cecce
| 34419 Corning | 20 settembre 2000 |

Anthony J. Cecce (...) è un astronomo statunitense.
Il Minor Planet Center gli accredita la scoperta di diciassette asteroidi, effettuate tra il 2000 e il 2001.